# Sandhagens naturreservat
Sandhagens naturreservat är ett naturreservat i Håbo kommun i Uppsala län.
Området är naturskyddat sedan 2001 och är 23 hektar stort. Reservatet omfattar ett näs mellan Lilla Ullfjärden och Stora Ullfjärden skapat av en rullstensås. Det ligger vid södra stranden av Ekoln och består av gammal orörd tallskog.